# Relaciones Ecuador-República de China
Las relaciones Ecuador-República de China se refiere a la relación entre la República de China y la República del Ecuador. De 1946 a 1971, los dos países tuvieron relaciones diplomáticas oficiales. Luego de la ruptura de relaciones diplomáticas, el gobierno de la República de China estableció una oficina de representación con función de embajada en Quito, capital de Ecuador.

## Historia

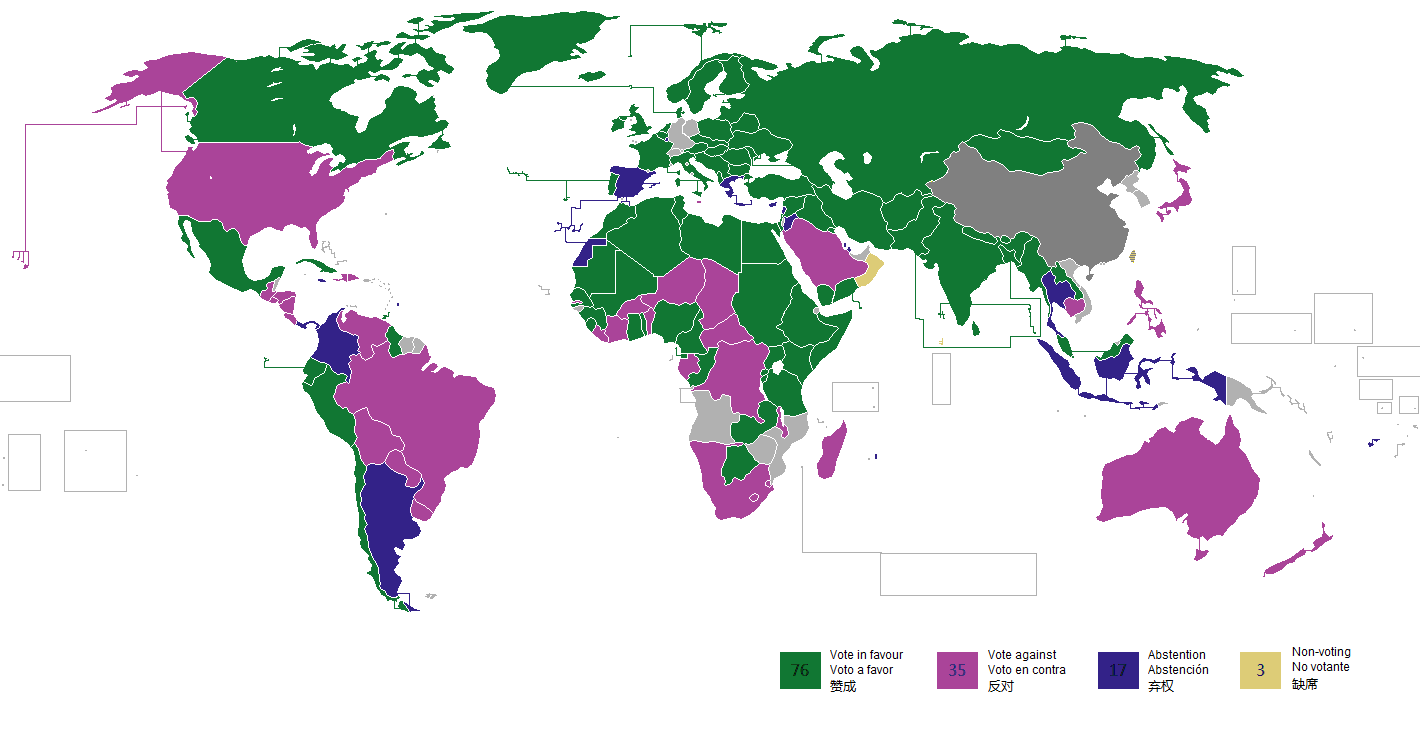
Los países verdes expresaron su oposición a la continuidad de la República de China como miembro de la ONU en la votación de 1971, conocida como la Resolución 2758 de la Asamblea General de las Naciones Unidas, que incluyó a Ecuador.

El 6 de enero de 1946 la República de China y Ecuador establecieron relaciones diplomáticas a nivel ministerial .
El 11 de julio de 1947 fue nombrado ministro en Ecuador (el primer ministro fue designado simultáneamente como ministro en Colombia. En 1955, el enviado concurrente fue cambiado a enviado especial).
En enero de 1948 se estableció en la capital Quito la Embajada de la República de China en la República del Ecuador.
Después de que el gobierno de la República de China se trasladara a Taiwán en 1949 , los dos países continuaron manteniendo relaciones diplomáticas.
El 30 de noviembre de 1950, Ecuador vetó la "agresión estadounidense contra Taiwán" propuesta por Wu Xueqian, representante del Partido Comunista Chino, y otros en el Consejo de Seguridad de las Naciones Unidas.
El 15 de enero de 1957, las relaciones diplomáticas se elevaron al nivel de embajadores. En julio, la embajada fue ascendida a Embajada de la República de China en la República del Ecuador y nombró un embajador.
En 1958 se estableció en Taipéi, la capital, la Embajada de la República del Ecuador ante la República de China, y se nombró un embajador, quien también fue designado embajador en Japón.
El 25 de octubre de 1971, Ecuador votó a favor de la República Popular China para reemplazar el " asiento de China " de la República de China , concretamente la Resolución 2758 de la Asamblea General de las Naciones Unidas. El 17 de noviembre Ecuador rompió relaciones diplomáticas con la República de China (la embajada se cerró primero el día 12).
El 14 de mayo de 2019, 14 congresistas ecuatorianos enviaron una carta a la Organización Mundial de la Salud (OMS) pidiendo que se invitara a Taiwán a asistir a la Asamblea Mundial de la Salud (AMS).
En mayo de 2020, un total de 71 miembros del Congreso partidarios de Taiwán del " Club Formosa " de Ecuador y otros nueve países americanos escribieron una carta al director general de la OMS, Tedros Adhanom Ghebreyesus, en el formato "una persona, una carta". llamando a la OMS a afrontar la necesidad y urgencia de que la República de China (Taiwán) participe en el sistema sanitario mundial.
El 30 de julio de 2020 falleció el expresidente de la República de China Lee Teng-hui . El expresidente interino de Ecuador Arteaga y el primer vicepresidente del Congreso César Solórzano expresaron sus condolencias.

#### Visitas de intercambio de personal (1991 al presente)
Sólo una lista parcial:
República de China: Su Zhenping, Auditor General del Departamento de Auditoría, miembro del Comité de Supervisión Zhao Rongrong , Presidente de la Comisión de Asuntos Chinos de Ultramar Zhang Fumei, Vicepresidente de la Asociación de Desarrollo del Comercio Exterior de la República de China Shan Ji, Presidente de la Universidad Nacional de Pingtung Gu Yuan luz.
Ecuador: Expresidente Mahuad, Vicepresidente Peñaherrera Padilla, Ministro de Agricultura y Ganadería Galo Plaza, Subsecretario del Ministerio de Industria, Comercio y Pesca Aguirre, Subsecretaria de Salud Yemida, Auditor General Carlos Polit, Auditor General Adjunto Pablo Celi, Fiscal General de la Nación José María Borja Gallegos), Tercer Secretario General del Congreso Torres[18] , Presidente de la Comisión de Asuntos Exteriores del Congreso Hugo Moreno Romero, Lucrecia Jacqueline Silva), Romero, Presidente del Grupo Demócrata de Izquierda del Congreso 15], Presidente de Izquierda Partido Demócrata de ala 15], Ramírez, Embajador en el Reino Unido 21].

#### Organización representativa
El 17 de octubre de 1974, la República de China estableció la Oficina Consular de Taiwán en Guayaquil, en la ciudad más grande de Ecuador. El 12 de abril de 1977 se estableció en la capital Quito la Oficina Comercial de la República de China en Ecuador (inglés: Trade office) con función de embajada (la Oficina Comercial de la República de China , Quito , Ecuador), que fue la primera que utilizó el nombre nacional de la República de China, un país que no tiene relaciones diplomáticas con ella. El 1 de mayo, la Agencia Consular de Taiwán pasó a denominarse Sucursal en Guayaquil ( Sucursal de la Oficina Comercial de la República de China, Guayaquil, Ecuador . Cerrada el 31 de octubre de 1998).
El 25 de marzo de 1983, Ecuador estableció una oficina comercial con funciones similares en Taipéi, capital de la República de China , pero fue cerrada en julio de 1988 por dificultades financieras. En febrero de 2005, Ecuador envió personal a Taiwán para manejar el asunto de la restauración del establecimiento. Sin embargo, el personal murió en un accidente automovilístico después de regresar al país, y el cambio de régimen ecuatoriano y cuestiones de financiación. han quedado en suspenso hasta ahora.
El 27 de junio de 2017, el Ministerio de Relaciones Exteriores de la República de China manifestó que a petición unilateral del gobierno ecuatoriano la oficino paso a llamarse Taipei Oficina Comercial en Ecuador ( Oficina Comercial de Taipéi ).

## Economía
| Año  | Comercio total | Aumento o disminución anual | Clasificación | Exportaciones a Ecuador | Aumento o disminución anual | Clasificación | Importado de Ecuador | Aumento o disminución anual | Clasificación |
| ---- | -------------- | --------------------------- | ------------- | ----------------------- | --------------------------- | ------------- | -------------------- | --------------------------- | ------------- |
| 2018 | 176,653,249    | 14.237%                     | 75            | 169,061,300             | 18.932%                     | 58            | 7,591,949            | 39.210%                     | 115           |
| 2019 | 133,638,165    | 24.350%                     | 80            | 122,981,426             | 27.256%                     | 63            | 10,656,739           | 40.369%                     | 110           |
| 2020 | 135,300,885    | 1.244%                      | 81            | 121,305,061             | 1.363%                      | 59            | 13,995,824           | 31.333%                     | 103           |
| 2021 | 301,056,288    | 122.509%                    | 65            | 173,053,261             | 42.660%                     | 57            | 128,003,027          | 814.580%                    | 68            |
| 2022 | 269,571,174    | 10.458%                     | 70            | 176,545,413             | 2.018%                      | 60            | 93,025,761           | 27.325%                     | 77            |
| 2023 | 362,261,638    | 34.384%                     | 62            | 270,938,597             | 53.467%                     | 47            | 91,323,041           | 1.830%                      | 71            |

Los rubros comerciales entre ambos países en 2023 son los siguientes:
Los 10 principales rubros exportados al Ecuador son: petróleo y aceites derivados de minerales asfálticos (excepto petróleo crudo), productos no listados y aceites usados a base de petróleo o polímeros de estireno para vehículos automotores; pescado congelado; u otras olefinas; equipos eléctricos de iluminación o señalización para bicicletas o vehículos de motor, limpiaparabrisas, bombas de aire o de vacío, compresores de aire u otros gases y redes anudadas de hilos retorcidos, cuerdas y cordeles, redes de pesca y otros; redes hechas de materiales textiles; tejidos de hilo de seda de fibra sintética; nuevos tubos neumáticos de caucho, etc.
Los 10 principales artículos importados desde el Ecuador son: minerales de metales preciosos y sus concentrados; crustáceos; vegetales congelados; desechos y astillas de aluminio; minerales de cobre y sus concentrados; carnes, pescados, moluscos u otros invertebrados acuáticos; ramos o adornos, extractos, concentrados o preparaciones que contengan café, té o yerba mate, achicoria tostada y otros sucedáneos del café tostado. Extractos y concentrados, incluidos los pequeños pedidos de importación que no superen los 50.000 dólares NT y otros artículos dispersos de hierro y chatarra de acero; lingotes para refundición, etc.

#### Inversión
De 1983 a 1994, la Corporación Nacional de Petróleo de China de Taiwán firmó un contrato con Ecuador para comprar más de 10.000 barriles de petróleo crudo con el fin de diversificar las fuentes de petróleo y reducir el posible impacto de la crisis energética. Posteriormente, la China Petroleum Corporation de Taiwán llevó a cabo la exploración y producción de petróleo en los yacimientos petrolíferos n.º 16 y n.º 17 de la cuenca del Amazonas en el este de Ecuador . En mayo de 2002, estableció una oficina en la capital Quito para ser responsable. para contactar y supervisar las operaciones de producción de petróleo, así como buscar Oportunidades de Inversión. En 2008, la inversión total superó los 1.300 millones de dólares estadounidenses.

#### Industria
El 6 de diciembre de 1978 se reanudó la misión técnica agrícola en Ecuador brindando cooperación en arroz , hortalizas , cría de cerdos , orquídeas , uso de pequeña maquinaria agrícola , educación informativa , acuicultura , procesamiento de alimentos , producción y comercialización de granos , etc. En respuesta a las tendencias y cambios de situación de la cooperación internacional, las necesidades de cooperación multilateral y bilateral, orientada a resultados y a los medios de vida de las personas, el negocio de cooperación técnica completó su transformación el 31 de diciembre de 2013 y adoptó un nuevo sistema de gestión de planificación. y tecnología ecuatoriana desde 2014. cooperan. Los planes actualmente implementados y promovidos incluyen: cooperación en la industria del bambú , cría de ostras , procesamiento de alimentos agrícolas, mejora de la capacidad de producción y comercialización de hortalizas, parque industrial de zapatería, etc.

#### Exposición
El 2 de julio de 2015, el Ministerio de Relaciones Exteriores de la República de China encomendó a la Foreign Trade Development Association de la República de China (Foreign Trade Association) organizar por primera vez un grupo para participar en el “2015 Ecuador International Footwear and Exposición de Componentes", realizada en el Centro de Exposiciones de Quito en la capital , la cual tuvo una duración de tres días. Taiwán es el único país participante con un pabellón nacional.
El 13 de septiembre de 2017, la Oficina Comercial de Taipéi en Ecuador participó en el primer “ Simposio y Exhibición, Negociación Comercial, Importación y Exportación B2B de Ecuador” organizado por la Cámara de Comercio de Quito ( en español : Cámara Comercial de Quito ) en Ecuador mediante la creación un "Pabellón de la Imagen de Taiwán" ".

#### Organización
Actualmente, existen la "Cámara de Comercio de Taiwán Ecuador" y la "Cámara de Comercio de Taiwán Guayaquil", con un total de alrededor de 100 miembros, centrándose en la distribución de importaciones y el comercio minorista , con una escala que oscila entre 100.000 y 5 millones de dólares estadounidenses.

#### Religión
En octubre de 1995, el monje Bo Miao del templo Yuanheng en la ciudad de Kaohsiung, estableció el primer templo budista en Ecuador en Guayaquil . En mayo de 2000, se construyó el Templo Yuanheng Jingshe (templo de retiro) en Cuenca , la tercera ciudad más grande. Hasta ahora, se han establecido sucursales de la Asociación Internacional de Estudios Budistas Yuanheng en Quito, Guayaquil y la quinta ciudad más grande, Machala.

#### Académico
En enero de 2002, la Fundación para la Cooperación y el Desarrollo Internacional (CCICED) invitó al Ministerio de Industria y Comercio del Ecuador a enviar personal para participar en el "Taller de Política y Gestión de la Industria Tecnológica". Ecuador originalmente planeó enviar a su subsecretario encargado de industrialización para asistir, pero debido a la presión de la Embajada de la República Popular China en Ecuador sobre el Ministerio de Relaciones Exteriores y el Ministerio de Industria y Comercio del país, el subsecretario no pudo realizar la viaje.
El Gobierno de la República de China ofrece becas de Taiwán y becas de idioma chino para estudiantes ecuatorianos , y el Consejo para la Cooperación y el Desarrollo Internacional también ofrece becas de formación de mano de obra superior. Hasta 2016, se han otorgado becas a 70 estudiantes. En 2015, Ecuador creó la Asociación de Antiguos Alumnos de Taiwán.

## Visa

Mapa de distribución de requisitos de visa para ciudadanos de la República de China: Entrada sin visa a Ecuador.

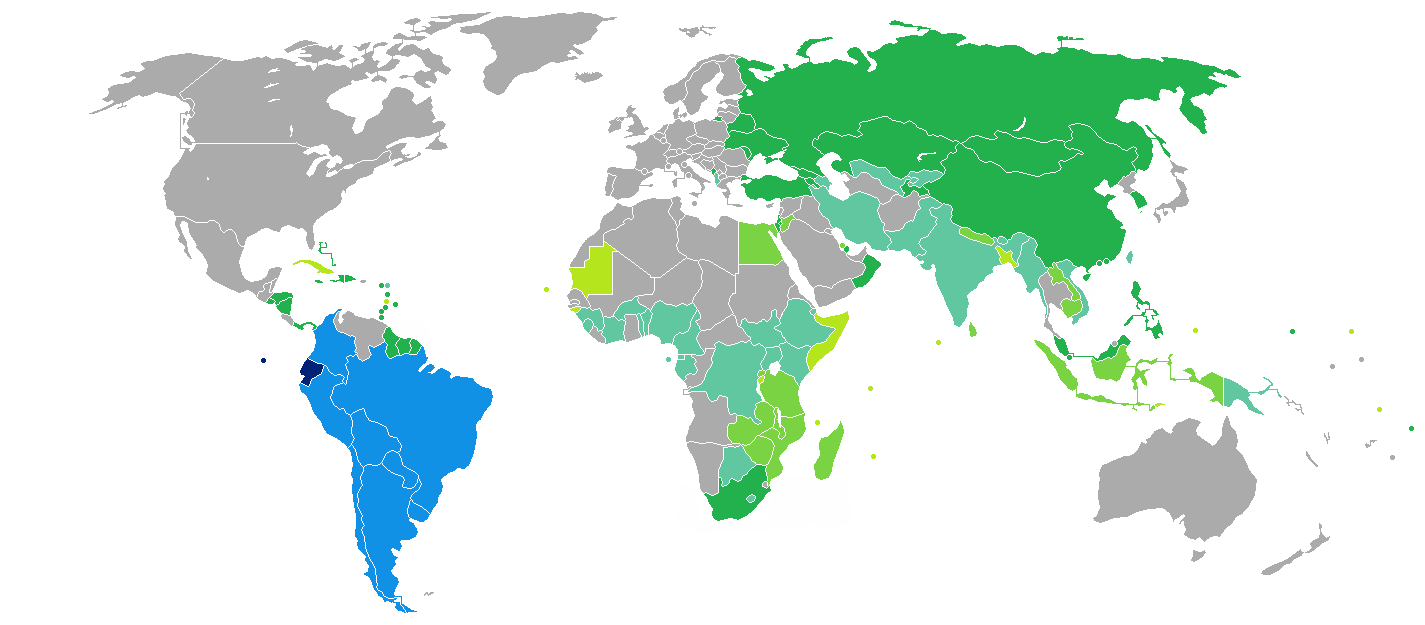
Mapa de distribución de requisitos de visa para nacionales ecuatorianos titulares de pasaportes ecuatorianos : Visas electrónicas están disponibles para ingresar a la República de China.

Los ciudadanos de la República de China que posean un pasaporte de la República de China pueden ingresar a Ecuador sin visa . Para fines turísticos, independientemente del número de entradas, la estadía total puede ser de hasta 90 días en un año, y se puede solicitar una extensión de 90 días para fines comerciales, si la estadía no excede los 90 días; también entrar sin visa.
Los nacionales ecuatorianos titulares de pasaportes ecuatorianos pueden ingresar a la República de China con una visa electrónica y permanecer hasta por 30 días sin extensión.

## Transporte
No existen vuelos directos entre ambos países, a los que se puede acceder a través (independientemente de la distancia del destino, a partir del 4 de julio de 2023):
- Taipéi → Ámsterdam , Nueva York , Houston , y luego traslado al aeropuerto internacional de Ecuador .

Titulares de licencia de conducir internacional de la República de China y pasaporte de la República de China , o licencia de conducir de automóvil de la República de China ( traducción al español y verificada por la Oficina de Asuntos Consulares del Ministerio de Relaciones Exteriores , la Oficina Comercial de Taipéi en Ecuador, y Ministerio de Relaciones Exteriores del Ecuador) y pasaporte de la República de China pueden conducir en Ecuador, el período de uso se basa en la permanencia legal del titular en el país, si posee una licencia de conducir válida y aprueba el examen correspondiente; canjearlo por una licencia de conducir ecuatoriana.